# Apple-blossom-time
 (février 2024).
Si vous disposez d'ouvrages ou d'articles de référence ou si vous connaissez des sites web de qualité traitant du thème abordé ici, merci de compléter l'article en donnant les références utiles à sa vérifiabilité et en les liant à la section « Notes et références ».
Apple-blossom-time est une œuvre pour piano composée par Arnold Bax en 1915.

## Contexte historique
Arnold Bax a écrit cette pièce à l'époque où il s'est pris d'affection pour la pianiste Harriet Cohen. C'est devenu une pièce d'allure allegretto avec l'indication d'humeur « fresh and rythmical » (« frais et rythmique »). Neuf mesures avant la fin, l'humeur change. L'œuvre se poursuit dans un tempo Più lento, avec l'indication « slow and sad » (« lent et triste ») et une nuance pianissimo. Ce revirement a été attribué aux influences celtiques de Bax, tandis que d'autres l'ont attribué à l'imminence des Zeppelins au-dessus de Londres dans le contexte de la Première Guerre mondiale. La partie centrale est écrite dans une mesure à sept quarts. L'œuvre est datée de mai 1915 et écrite en sol majeur.
Il l'a dédiée à Sam Hartley Braithwaite (en), alors musicien et compositeur, mais qui s'est ensuite tourné vers les arts visuels.

## Réception
La pièce fut créée non pas par Harriet Cohen ou Myra Hess, mais par la pianiste Phyllis Emanuel, lors d'un concert de bienfaisance pour la guerre.

## Discographie
Deux enregistrements de cette œuvre sont disponibles en 2017 :
- l'enregistrement historique d'Iris Loveridge, publié par Lyrita
- Eric Parkin, un enregistrement de 1988, publié par Chandos